# Bachl-Gründberg

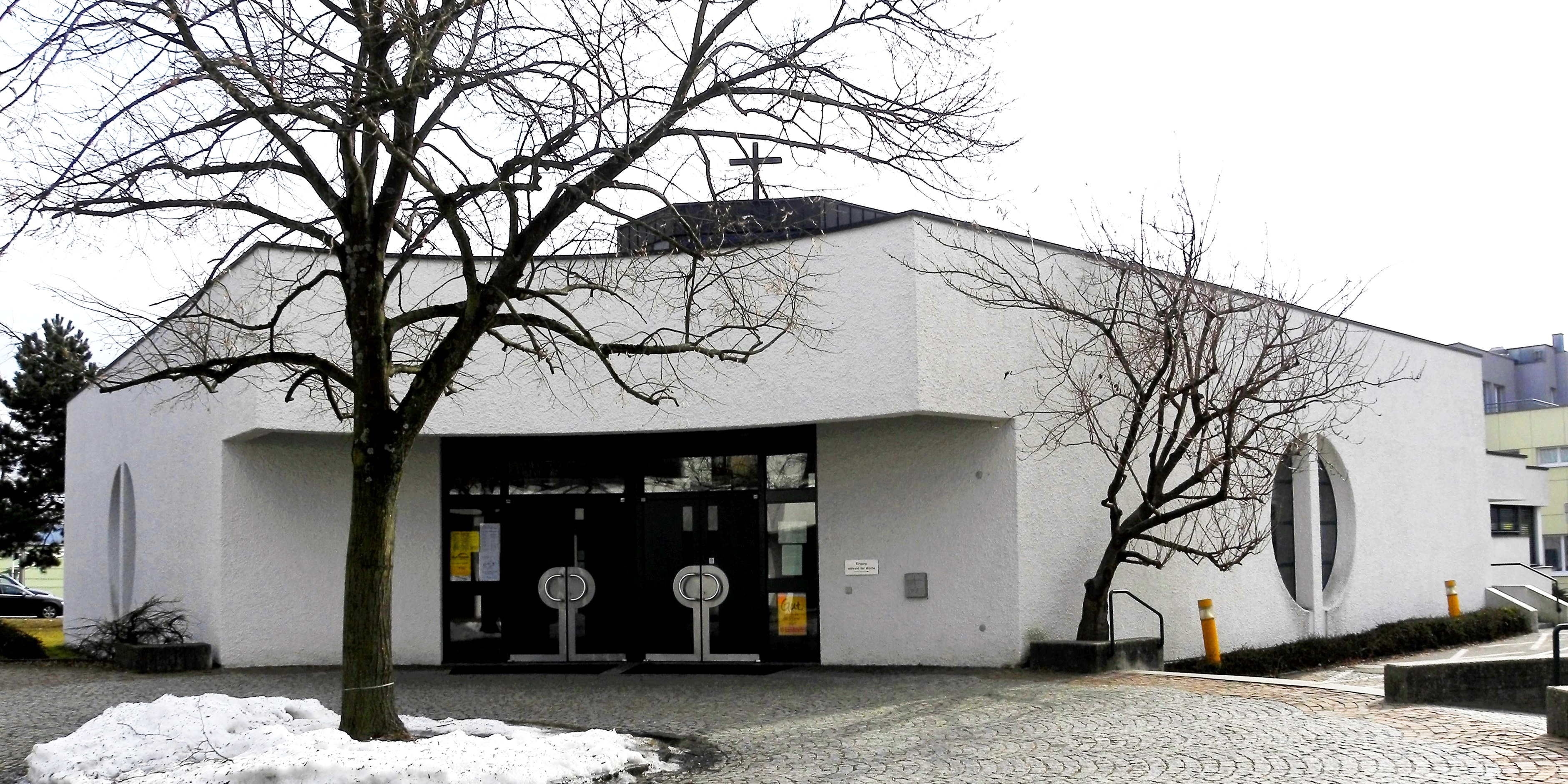
Katholische Pfarrkirche St. Markus in Linz-Gründberg

Bachl-Gründberg war ein statistischer Bezirk von Linz in Oberösterreich, der seit 2014 zum statistischen Bezirk Pöstlingberg gehört.

## Geografie
Bachl-Gründberg setzt sich aus den Linzer Ortsteilen Bachlberg und Gründberg zusammen. Es liegt westlich des Haselbachs im unteren Bereich des Haselgrabens und gehört damit zum Oberen Mühlviertel. Im Nordwesten grenzt Bachl-Gründberg an die Gemeinde Lichtenberg im Bezirk Urfahr-Umgebung, im Osten an den Stadtteil St. Magdalena.
Höllmühlbach und Diesenleitenbach fließen durch diesen Bereich.

## Geschichte
Von 1957 bis 2013 war Bachl-Gründberg ein eigener statistischer Bezirk in Linz, der an die sechs statistischen Bezirke Elmberg, St. Magdalena, Hartmayrsiedlung, Harbachsiedlung, Karlhofsiedlung und Pöstlingberg grenzte.

## Sehenswürdigkeiten
- Pfarrkirche St. Markus (Linz)

## Infrastruktur
Die Buslinie 102 der Linz AG fährt durch diese Umgebung.

## Sport
- Fußball: Admira Linz